# Peter D. Krause
Peter Detlef Krause (* 24. Februar 1964 in Weimar) ist ein deutscher Politiker der CDU in Thüringen.

## Leben
Nach seiner Schulzeit von 1970 bis 1980 an einer Polytechnischen Oberschule in Weimar absolvierte Peter Krause von 1980 bis 1983 bei der SDAG Wismut in Gera eine Berufsausbildung zum Facharbeiter für Bergbautechnologie. 1983 schloss er diese berufliche Ausbildung ab und erlangte gleichzeitig die Hochschulreife. Er arbeitet als Hauer im Ronneburger Revier. Von 1983 bis 1985 leistete er in Erfurt einen 18-monatigen Grundwehrdienst ab. Danach arbeitete er bis 1988 als redaktioneller Mitarbeiter bei dem von der DDR-CDU herausgegebenen Thüringer Tageblatt in Weimar. Zugleich nahm er ein Journalistikstudium an der Sektion Journalistik der Karl-Marx-Universität Leipzig auf (auch „Rotes Kloster“ genannt).
Am 17. Juni 1988 stellte er einen Antrag zur ständigen Ausreise aus der DDR, was seine Exmatrikulation von der Universität Leipzig und die Kündigung beim Thüringer Tageblatt nach sich zog. Krause war anschließend arbeitslos und als Altenpfleger der Volkssolidarität in Jena tätig.
1989 nahm er – als DDR-Bürger – zunächst kurzzeitig ein Studium der Philosophie an der FernUniversität in Hagen auf, war zugleich im Fach Germanistik Gasthörer an der Universität Jena. Im September 1989 gehörte er zu den zehn Erstunterzeichnern des Neuen Forums im Bezirk Gera. Zwischen 1989 und 1994 studierte Krause Germanistik und Geschichte an der Freien Universität Berlin und der Universität Oldenburg. Er beendete dieses Studium mit dem Abschluss Magister artium. 1994 bis 1997 war er Stipendiat der Konrad-Adenauer-Stiftung e.V (Deutsche Graduiertenförderung). 1999 wurde Krause mit einer Dissertation über Unbestimmte Rhetorik. Friedrich Schlegel und die Redekunst um 1800 an der Universität Oldenburg mit summa cum laude zum Dr. phil. promoviert.
1998 arbeitete er nach eigenen Angaben für zweieinhalb Monate, nach Angaben der Chefredaktion für sechs Monate als Redakteur für die Wochenzeitung Junge Freiheit. Er blieb auch danach freier Autor des Blattes und schrieb auch Artikel für das Ostpreußenblatt, Organ der Landsmannschaft Ostpreußen. 2002 schrieb er für das rechte Theorieorgan Etappe zwei Rezensionen.
2007 erhielt Krause den Faustorden, ein in Weimar vom Handwerker Carnevalsverein Weimar e. V. jährlich verliehener Karnevalsorden.
Krause ist Präsident des Weimarer Boxvereins e. V., der 2008 für seine Integrationsarbeit den Großen Stern des Sports in Silber des Deutschen Olympischen Sportbundes erhielt.

## Politische Laufbahn
Krause war von 1986 bis 1988 Mitglied der CDU der DDR. 1997 trat er der nunmehr vereinigten CDU bei. Zwischen 1998 und 2004 war er wissenschaftlicher Referent von Vera Lengsfeld (CDU) im Deutschen Bundestag. Bei der Landtagswahl am 13. Juni 2004 wurde er im Wahlkreis Weimar mit 37,9 Prozent der Stimmen (Zweitstimmen 37,7 Prozent) direkt in den Thüringer Landtag gewählt.
Ebenfalls seit 2004 gehört Krause dem Stadtrat von Weimar an. Am 7. Juni 2009 wurde er als Spitzenkandidat der CDU Weimar mit 5.507 Stimmen erneut in den Stadtrat und am 20. August 2009 einstimmig zum Vorsitzenden des Bildungs- und Sportausschusses gewählt. Im November 2006 wurde er auf einem Parteitag der CDU Weimar zum Kreisvorsitzenden seiner Partei gewählt und am 20. November 2008 mit 97 Prozent in dieses Amt wiedergewählt. In der CDU-Landtagsfraktion war Peter Krause u. a. Beauftragter für die Opfer der SED-Diktatur.
Im April 2008 berief Ministerpräsident Dieter Althaus Krause als Nachfolger von Jens Goebel für das Amt des thüringischen Kultusministers. Diese Entscheidung stieß bundesweit auf Kritik. Landes- und Bundesvertreter der SPD, Grünen und Linkspartei erinnerten an die in seiner offiziellen Biografie übergangene Vergangenheit Krauses als Redakteur und Mitarbeiter von Zeitschriften „rechts von der Union“ und folgerten daraus mangelnde Eignung für sein bevorstehendes Amt. Ihre Vertreter sowie die Konferenz Thüringer Studierendenschaften und der Zentralrat der Juden forderten Althaus auf, Krauses Nominierung zurückzuziehen. Althaus, die CDU-Landtagsfraktion und manche überregionalen Zeitungen (Frankfurter Allgemeine, Neue Zürcher Zeitung) verteidigten ihn jedoch als „Mann der Mitte“.
2004 hatte Krause in einem Zeitungsinterview behauptet, ihm sei die Junge Freiheit nicht als rechtsextrem bekannt gewesen. 2008 erklärte er, seinen Kritikern sei die Entwicklung des Blattes nicht bekannt; es sei „zu einem anerkannten Medium in der Presselandschaft geworden“, und er sei emphatischer Verfechter der Pressefreiheit. Er nannte seine Tätigkeit als Redakteur des Blattes „eine Episode, die schnell zu Ende ging.“ Er habe nach der Wende publizistisch tätig werden wollen, und das Blatt sei ihm empfohlen worden. Er habe seine Ideen dort jedoch nicht verwirklichen können, „ein konservativ orientiertes und fundiertes, aber offenes, antiideologisches und wirklich kritisches Debattenblatt jenseits politischer Lager aufzubauen“. Später erklärte er in einem Rundfunkinterview, die JF vertrete „eine politische Linie, die ich als CDU-Politiker nicht teile.“
Des Weiteren war Krause Autor des neurechten Theorieorgan Etappe. Im Kontext der Debatte um Krause wurde daran erinnert, dass in der Etappe im Jahr 2001 die lateinische Version des Horst-Wessel-Liedes unter der Rubrik Culturcuriosa, Folge 1 abgedruckt worden war.
Als Thüringer Kultusminister wäre Krause Vorsitzender des Stiftungsrats der Stiftung Gedenkstätten Buchenwald und Mittelbau-Dora geworden. Der Leiter der Stiftung, Volkhard Knigge, hielt ihm vor, seine Kontakte mit der Neuen Rechten „vernebelt und durchaus weich gespült“ zu haben und forderte ihn auf, „sich zu überlegen, was für das Allgemeinwohl am besten ist.“
Für Henryk Goldberg von der Zeitung Thüringer Allgemeine ging es nicht „um die Frage, ob Peter Krause etwa ein Neonazi sei, selbstverständlich ist er das nicht.“ Allerdings sei er „einer von denen, die, gewollt oder nicht, auf einem gediegenen intellektuellen Niveau dafür Sorge tragen, dass diesem Bodensatz eine weiträumige geistige Legitimation zuwächst.“
Am 5. Mai 2008 erklärte Krause seinen Verzicht auf das Amt des Thüringer Kultusministers. Er sehe „keine Möglichkeit, das sensible Amt in angemessener Sachlichkeit erfolgreich ausüben zu können“. Stattdessen wurde Bernward Müller neuer Kultusminister. In seinem Buch Angepasste Welt ging Krause 2009 nochmals auf die Umstände seines Rückzugs ein.
Am 27. Februar 2009 wurde Krause zum Vorsitzenden des Landtagsausschusses für Wissenschaft, Kunst und Medien gewählt. Bei der Landtagswahl in Thüringen 2009 unterlag er in seinem Wahlkreis mit 7.715 Stimmen Falk Thomas Hartung (Die Linke) und schied damit aus dem Thüringer Landtag aus.
Er ist nach wie vor Stadtrat der CDU in Weimar (Stand 2015).
2010 wurde er Leiter der Bauhaus-Akademie in Ettersburg
Aktuell ist er Direktor von Schloss Ettersburg.

## Veröffentlichungen
- Unbestimmte Rhetorik. Friedrich Schlegel und die Redekunst um 1800. Niemeyer, Tübingen 2001, ISBN 3-484-68014-8.
- (Hrsg.): Rhetorik um 1800. Niemeyer, Tübingen 2002, ISBN 3-484-60441-7.
- (Hrsg.): Rhetorik und Anthropologie. Niemeyer, Tübingen 2004, ISBN 3-484-60468-9.
- Joachim Dyck, Holger Hof, Peter D. Krause (Hrsg.): Gottfried Benn-Jahrbuch. Band 1, Klett-Cotta, Stuttgart 2003, ISBN 3-608-93611-4; Band 2: Klett-Cotta, Stuttgart 2004, ISBN 3-608-93612-2.
- Angepasste Welt. Studien, Reden, Essays über rhetorische Kultur und romantische Politik. quartus-Verlag, Bucha bei Jena 2009, ISBN 978-3-936455-71-7.

## Einzelbelege
1. ↑  Universität Leipzig – Lehrstuhl für Journalistik II: Vom „Roten Kloster“ zum Institut für KMW – Die Leipziger Journalistik im Wandel der Zeit
2. ↑  Universität Leipzig – Fakultät für Journalistik: Zum 50. Jahrestag der Gründung am 20. September 2004 (Memento vom 20. Oktober 2008 im Internet Archive)
3. ↑  die tageszeitung: Freiheitsliebe bis in die Grauzone, 28. April 2008.
4. 1 2  Spiegel Online: Thüringen: Rechtslastiger Redakteur soll Kultusminister werden, 24. April 2008.
5. ↑  Dabei handelte es sich um zwei Rezensionen in der Sechzehnten Etappe (Dezember 2001 / Januar 2002):

1) S. 115–120: Ernst Nolte: Historische Existenz. Zwischen Anfang und Ende der Geschichte? Piper, München 1998;

2) S. 121–131: Panajotis Kondylis: Das Politische und der Mensch. Grundzüge einer Sozialontologie. Band 1. Akademie, Berlin 1999.
6. ↑  Thüringer Landtag (Hrsg.): Thüringer Landtag: 4. Wahlperiode 2004–2009 (Handbuch). Teil II: Abgeordnete, Wahlergebnisse, Fraktionen und Ausschüsse, 3. Auflage, Stand Februar 2008, Erfurt 2008, S. 67.
7. ↑  Landtagswahl in Thüringen 2004 – Endgültiges Ergebnis Wahlkreis 032 Weimar
8. ↑  CDU Weimar / Kreisvorstand (Seite nicht mehr abrufbar, festgestellt im Dezember 2018. Suche in Webarchiven)  Info: Der Link wurde automatisch als defekt markiert. Bitte prüfe den Link gemäß Anleitung und entferne dann diesen Hinweis.
9. ↑  die tageszeitung, 26. April 2008: Vom rechten Rand in Merkels Mitte
10. ↑  Thomas Schmid (Die Welt, 3. Mai 2008): Thüringen: Krause verteidigt Arbeit für die „Junge Freiheit“
11. ↑  Mitteldeutscher Rundfunk, 28. April 2008: Regierungsbildung in Thüringen. Opposition verschärft Kritik an Krause (Memento vom 29. April 2008 im Internet Archive)
12. ↑  Kontroverse um Peter Krause. Spiegel Online
13. ↑  Etappe, Heft 16, Dezember 2001 / Januar 2002, S. 154.
14. ↑  Das Ansehen des Landes in Gefahr. (Seite nicht mehr abrufbar, festgestellt im Dezember 2018. Suche in Webarchiven) In: Thüringische Landeszeitung, 3. Mai 2008.
15. ↑  Thüringen zum Sonntag (Thüringer Allgemeine): Eine Korrektur. 3. Mai 2008, S. 3.
16. ↑  Netzeitung: Krause verzichtet auf Ministeramt in Erfurt (Memento vom 6. Mai 2008 im Internet Archive), 5. Mai 2008.
17. ↑  Thüringer Allgemeine vom 26. Februar 2009 (Seite nicht mehr abrufbar, festgestellt im Dezember 2018. Suche in Webarchiven)
18. ↑  Pressemitteilung der Linkspartei zum Thema
19. ↑  Wahlkreisergebnis beim Landeswahlleiter
20. ↑  Peter Krause wird überraschend Leiter der Bauhaus-Akademie. In: Thüringer Allgemeine. 4. März 2010, abgerufen am 17. Mai 2024.

| Personendaten    | Personendaten                             |
| ---------------- | ----------------------------------------- |
| NAME             | Krause, Peter D.                          |
| ALTERNATIVNAMEN  | Krause, Peter Detlef (vollständiger Name) |
| KURZBESCHREIBUNG | deutscher Politiker (CDU), MdL            |
| GEBURTSDATUM     | 24. Februar 1964                          |
| GEBURTSORT       | Weimar                                    |